# Buchenbach
Buchenbach là một xã ở phía tây nam của rừng Đen. Nó nằm trong huyện Breisgau-Hochschwarzwald bang Baden-Württemberg thuộc nước Đức. Đô thị Buchenbach có diện tích 38,99 km². Dân số Buchenbach thời điểm 31 tháng 12 năm 2020 là 3128 người. Buchenbach có 4 cộng đồng, thị xã chính Buchenbach và các làng Falkensteig, Unteribental, Wagensteig. Đô thị hiện nay đã được lập thông qua việc hợp nhất các đơn vị cũ Buchenbach và Falkensteig vào ngày 1/12/1971, sau đó Wagensteig được sáp nhập ngày 1/8/1973 và nhập Unteribental ngày 1/1/1975.
Đô thị này tọa lạc trong Naturpark Südschwarzwald, cự ly 12 km theo đường chim bay về phía đông Freiburg im Breisgau. Các đô thị giáp ranh (theo chiều kim đồng hồ, từ phía bắc): Sankt Peter, St. Märgen, Breitnau, Oberried, Kirchzarten và Stegen.

## Liên kết ngoài

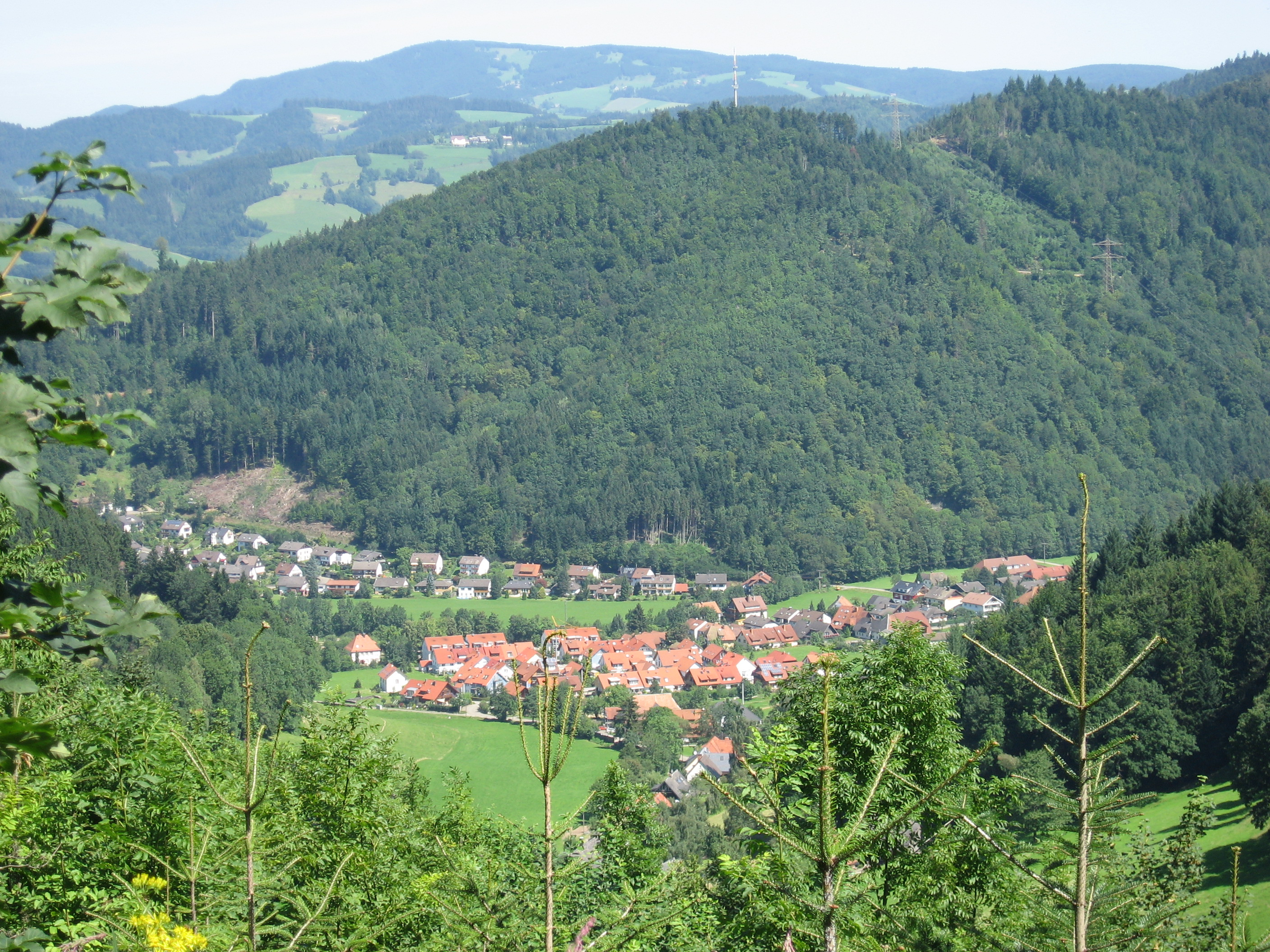
Thị xã Buchenbach nhìn từ phía nam